# Linum junceum
Linum junceum är en linväxtart som beskrevs av A. St.-hil.. Linum junceum ingår i släktet linsläktet, och familjen linväxter. Inga underarter finns listade i Catalogue of Life.